# Kiril Kirov
Kiril Antonov Kirov –en búlgaro, Кирил Антонов Киров– (Plovdiv, 19 de febrero de 2000) es un deportista búlgaro que compite en tiro, en la modalidad de pistola. Ganó una medalla de bronce en el Campeonato Mundial de Tiro de 2023, en la prueba de pistola 10 m.

## Palmarés internacional
| Campeonato Mundial | Campeonato Mundial | Campeonato Mundial | Campeonato Mundial |
| Año                | Lugar              | Medalla            | Prueba             |
| ------------------ | ------------------ | ------------------ | ------------------ |
| 2023               | Bakú (Azerbaiyán)  | Medalla de bronce  | Pistola 10 m       |